# Alophophion chilensis
Alophophion chilensis är en stekelart som först beskrevs av Maximilian Spinola 1851.  Alophophion chilensis ingår i släktet Alophophion och familjen brokparasitsteklar. Inga underarter finns listade i Catalogue of Life.